# کانی‌سفید (سقز)
کانی‌سفید(به کردی: کانی سپی، Kanîspî) روستایی از توابع بخش زیویه در شهرستان سقز است که در استان کردستان ایران قرار دارد.

## جمعیت
این روستا در دهستان گل‌تپه واقع شده و براساس سرشماری سال ۱۳۸۵، جمعیت آن ۱۶۶ نفر (۳۷ خانوار) بوده‌است.